# Steyr (stad)
Steyr is een zelfstandige stad in de Oostenrijkse deelstaat Opper-Oostenrijk. Bovendien is het de districtshoofdstad van het district Steyr-Land. De stad heeft ongeveer 39.300 inwoners en ligt bij de monding van de rivier de Steyr in de Enns.

## Geografie

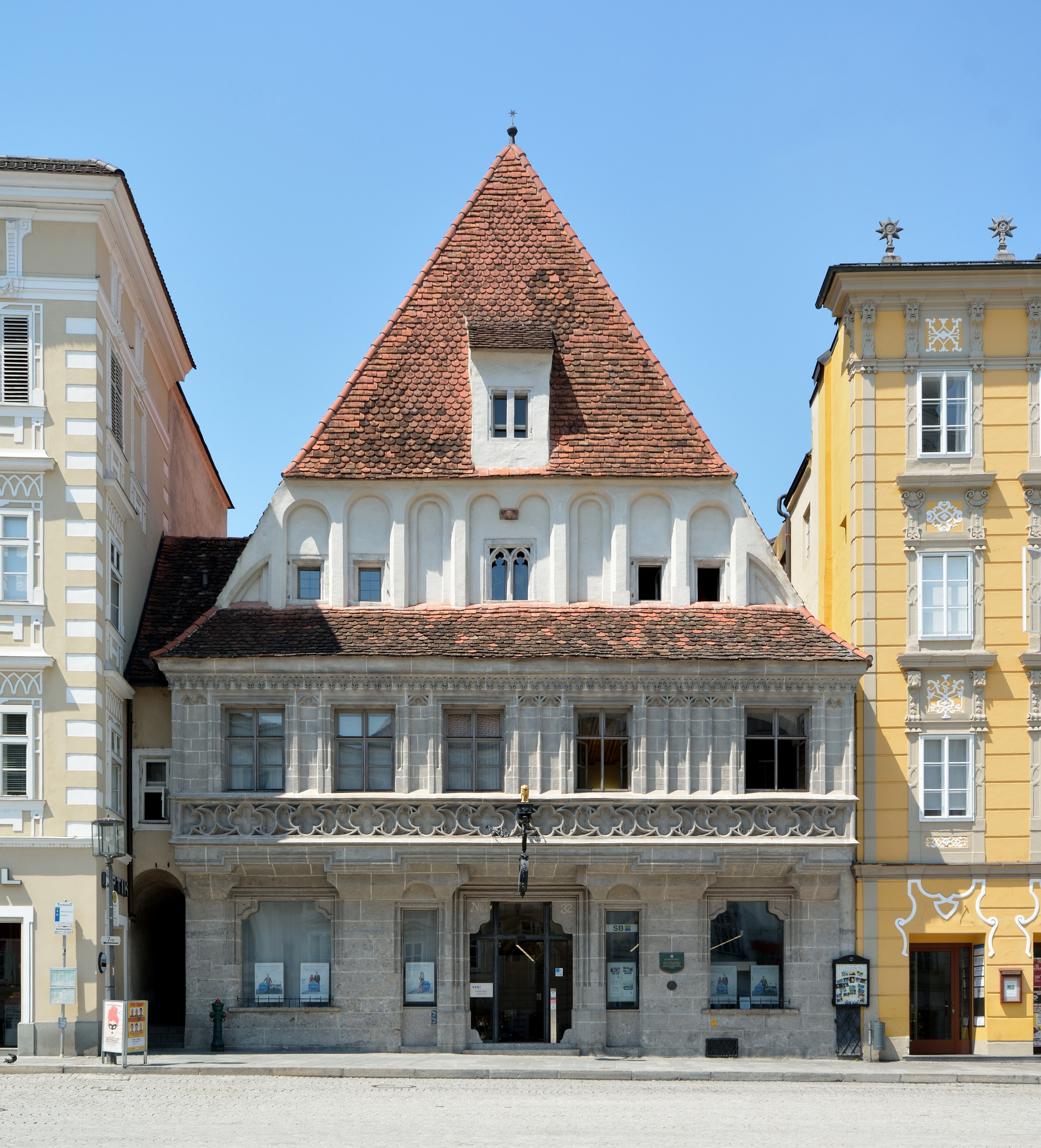
Bummerlhaus, het symbool van de stad

Steyr heeft een oppervlakte van 26,56 km². De stad ligt in het oosten van de deelstaat Opper-Oostenrijk, dicht bij de grens met de deelstaat Neder-Oostenrijk.

## Trivia
In de periode 1904-1905 bezocht Adolf Hitler de Realschule in Steyr. Zijn prestaties bleven beneden de maat en na een teleurstellend herfstrapport stemde zijn moeder ermee in dat Hitler van school zou gaan.

## Geboren
- Dietmar Drabek (1965), voetbalscheidsrechter
- Kevin Stöger (1993), voetballer
- Claudia Wenger (2001), voetbalster

- Gemeinsame Normdatei: 4057496-9
- Library of Congress Control Number: n80097442
- MusicBrainz: e5e0215d-0c09-4c18-8f7b-9b02fc704284
- Nationale Bibliotheek van Tsjechië: ge426913
- Nationale Bibliotheek van Israël: 987007554918405171
- Virtual International Authority File: 237247486
- WorldCat: E39PBJgt74mQ4GXhKQMKyWbyBP